# Charlotte Church
Charlotte Maria Church (nacida Charlotte Maria Reed; Llandaff, Cardiff, 21 de febrero de 1986) es una cantautora, actriz y presentadora británica. En 1998 fue escuchada por Jonathan Shalit, quien ayudó a que consiguiera un contrato discográfico con el sello Sony Classical a los 12 años. En años recientes ha pasado de la música clásica a la música pop.

## Carrera musical
Su carrera comenzó a los doce años con su primer disco titulado "Voice of an Angel", donde exhibía su peculiar voz de soprano cantando arias, música sacra y piezas tradicionales que vendieron millones de copias alrededor del mundo. Hizo un cameo en el programa de la cadena estadounidense de televisión CBS "Touched by an Angel" ("Tocado por un Ángel"). Más tarde apareció varias veces en la televisora estadounidense PBS, haciendo especiales y comerciales, fue muy reconocida por la campaña de la Ford titulada "Just Wave Hello". La canción del comercial apareció en su segundo álbum "Charlotte Church", que llevaba el mismo título, el cual incluía otra mezcla de piezas religiosas, tradicionales y de ópera. 
En el año 1999 grabó la canción "Tormento d'amore" junto al cantor Agnaldo Rayol como tema de apertura de la telenovela brasileña Terra Nostra.
En el año 2000, Charlotte sacó "Dream a Dream", un álbum de piezas navideñas. Sin embargo, hasta 2001 había grabado solo dos canciones pop --"Just Wave Hello"y "Dream a Dream", un dueto con Billy Gilman.
En 2001, Charlotte Church agregó algunas canciones de Broadway, de pop y swing a su repertorio clásico, con su álbum "Enchantment". Ese mismo año, los cinéfilos escucharon por primera vez a Church en el filme del 2001 de Ron Howard; "A Beautiful Mind" ("Una Mente Brillante"). Debido a que Céline Dion no pudo cantar la canción final de la película "All Love Can Be", ya que estaba iniciando un show en Las Vegas, el compositor James Horner le asignó a Church la música, la cual fue reescrita para el rango vocal de la cantante. 
En 2002, a la edad de 16, Charlotte Church, sacó un álbum de éxitos llamado "Prelude", para despedirse de la música clásica. Al año siguiente, hizo su debut en la pantalla en el filme de Craig Ferguson; "I'll Be There". El filme fue tan mal recibido por la crítica que ni siquiera se estrenó en los Estados Unidos (sí fue estrenada en Europa, sin embargo). Actualmente está disponible en video.
En 2005 sacó su primer álbum pop "Tissues and Issues", cuyos primeros dos sencillos ("Crazy Chick" y "Call My Name") han estado en el top 10 británico. El 24 de octubre el tabloide escocés "The Daily Record" reportó que empezaría su debut actuando en televisión en la serie "Doctor Who". Esto también se ha dicho en el Daily Star. Sin embargo, se desconoce la veracidad de estas afirmaciones.
En el año 2006, comienza su propio Talk-Show llamado "The Charlotte Church Show", donde hace entrevistas a famosos como Avril Lavigne, Ashlee Simpson, Hilary Duff o Nelly Furtado, entre otros. El show comienza siempre con el famoso "Theme Tune" en el cual canta haciendo crítica de la actualidad. El estilo de las canciones cambia con cada programa, por ejemplo, de country a rock. En el programa también se realizan varios sketchs que provocan las carcajadas del público.
A principios de agosto de 2010 se anunció su próximo CD, titulado "Back to Scratch" el cual saldrá a la venta el 1° de noviembre del mismo año. Así mismo se puede descargar una de las canciones, titulada "Cold California" gratuitamente directamente en su página Web. Aparentemente este CD seguirá en el género "Pop" con toques retro.

## Controversias
Ha provocado alguna controversia por algunos comentarios que hizo con respecto a los ataques del 11 de septiembre de 2001, y por decir que sus agentes la rechazaban por su peso. También hubo controversia, cuando fue galardonada con el título "Rear of the Year" (que premia al mejor trasero del año), en el 2002 a la edad de 16.
En marzo de 2005, se rumoró que una fotografía del pecho desnudo de Charlotte había sido robada del teléfono móvil de su novio, Gavin Henson, un jugador de Rugby, cuando este perdió su teléfono en una noche de marcha en Cardiff. En entrevistas, Church comentó que no estaba desnuda en la fotografía, sino que tenía puesto un brassiere. Dijo que la fotografía que circulaba en la Internet donde ella aparecía desnuda era falsa.
Recientemente su exnovio, Steven Johnson demandó que Charlotte le pagara £ 3 000 000 de su fortuna para evitar que este sacara un libro. Su padre dijo que el libro "mataría a la familia Church", ya que revela detalles explícitos de la vida sexual de Charlotte y Steven (Charlotte aún no ha dado respuesta al respecto). Previamente, otro de sus ex había vendido historias sexuales de su relación con Church a la prensa del corazón.

## Vida personal
En marzo de 2007 confirma que está esperando su primer hijo con Gavin Henson. El 20 de septiembre de 2007 nace su primera hija, de nombre Ruby Megan Henson. Su segundo hijo, Dexter Lloyd Henson, nació el 11 de enero de 2009. Church y Henson se separaron en 2010, seis semanas después de comprometerse.
Church sale con el músico Johnny Powell desde 2010, y se casaron el 4 de octubre de 2017. Tuvieron una hija en agosto de 2020.

## Discografía

### Álbumes
- Voice of an Angel (1998) #4 UK, #28 US, #22 AUS
- Charlotte Church (1999) #8 UK, #40 US
- Dream a Dream (2000) #30 UK, #7 US, #64 AUS
- Enchantment (2001) #24 UK, #15 US

Extended plays
- 2012: ONE
- 2013: TWO
- 2013: THREE
- 2014: FOUR
- 2015: FIVE

### DVD
- Voice of an Angel in Concert (1999)
- The Holy Land (2001)
- Live from Jerusalem (2001)
- Enchantment Live from Wales (2002)

### Sencillos
- Voice of an Angel
  - "Pie Jesu"
  - "My Lagan Love"
  - "In Trutina"
  - "Panis Angelicus"
  - "Amazing Grace"

- Charlotte Church
  - "Just Wave Hello" #31 UK
  - "La Pastorella"
  - "She Moved Through the Fair"

- Dream a Dream
  - "Ave Maria"
  - "Dream a Dream" with Billy Gilman

- Enchantment
  - "Tonight"
  - "Carrickfergus"
  - "The Prayer" with Josh Groban

- Prelude: The Best Of...
  - "It's the Heart That Matters Most"
  - "All Love Can Be"

- Tissues and Issues
  - "Crazy Chick" #2 UK, #39 AUS, #33 NZ, #10 IRL
  - "Call My Name" #10 UK, #60 AUS
  - "Even God Can't Change the Past" #17 UK
  - "Moodswings (to Come at Me Like That)" #14 UK

- Back to Scratch
  - "Back to Scratch" (2010)
  - "Logical World" (2010)
  - "Snow" (2011)

- ONE
  - "How Not To Be Surprised When You're a Ghost" (2012)

- TWO
  - "Glitterbombed" (2012)
  - "Lasts, or Eschaton" (2013)

- THREE
  - "I Can Dream" (2013)
  - "Water Tower" (2013)

- FOUR
  - "Little Movements" (2014)

- Colaboraciones:
  - "The Opera Song (Brave New World)" #3 UK, #62 AUS